# Nemotelus poecilorhynchus
Nemotelus poecilorhynchus är en tvåvingeart som beskrevs av Pleske 1937. Nemotelus poecilorhynchus ingår i släktet Nemotelus och familjen vapenflugor. Inga underarter finns listade i Catalogue of Life.